# Le Verdict des Gitans
Pour plus de détails, voir Fiche technique et Distribution.
Le Verdict des Gitans est un film français réalisé par Gilbert Roussel et sorti en 1984.

## Synopsis
Rey, gardian en Camargue, fait la connaissance de Melinda. Fiancée à Antonio, elle ne vit que pour son cheval. El Gatto, le frère protecteur de Melinda, fournit des filles au Marquis. Le Marquis tente de violer Melinda dans les écuries. Elle se défend à coups de fouet. Les Gitans lèvent le camp. Melinda offre son cheval blanc à Rey.

## Fiche technique
- Titre original : Le Verdict des Gitans
- Autres titres francophones : Melancholy Girl, Le Beau Danube bleu, La Caraque, La Caraque blonde, Le Serment des Gitans
- Réalisation : Gilbert Roussel
- Scénario : Gilbert Roussel et Georges Combret d'après un roman de Pierre Laroche
- Musique : Philippe Bréjean
- Photographie : Gérard Simon
- Montage : Jean-François Hautin
- Script : Monique Roussel
- Production : Georges Combret
- Directeur de production : Paul Laffargue
- Société(s) de production : Europrodis
- Distribution : Audifilm
- Pays d’origine :  France
- Langue originale : français
- Format : couleur — son Mono
- Tournage : Beauduc, Camargue
- Genre : érotique, mélodrame
- Durée : 83 minutes
- Dates de sortie : France : 28 mars 1984[1]
- Visa : 56021
- Mention : Interdiction aux mineurs - 12 ans[2]

## Distribution
- Pascale Vital : Melinda
- Michel Duchezeau : Rey
- Azize Kabouche : El Gatto
- Sylvie Schmidt : Liane
- Jean-Marc Alexandre : Antonio
- Jacques Sempé : Le Marquis
- Gilbert Roussel : Massu, le patron du bar
- Jean-François Hautin : un joueur de cartes

## Autour du film
Le Verdict des Gitans est un remake du film La Caraque blonde que Jacqueline Audry a réalisé en 1953.